# Liste der Brunnenanlagen im Berliner Bezirk Pankow

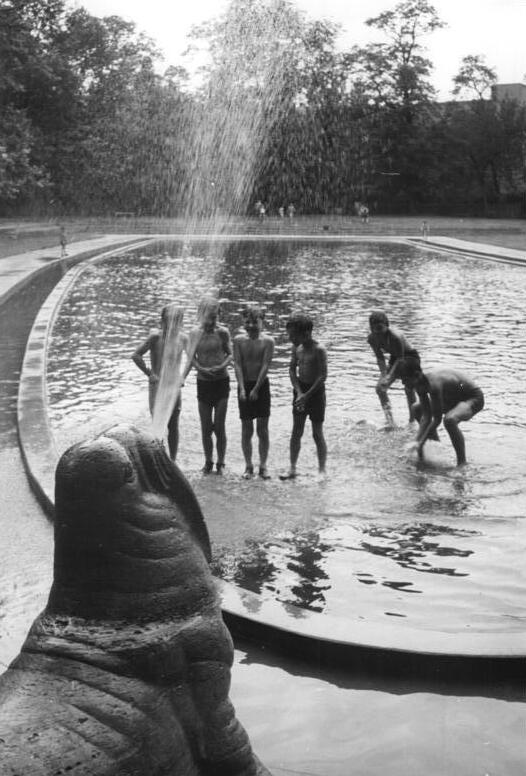
Plansche am Weißen See (1955)

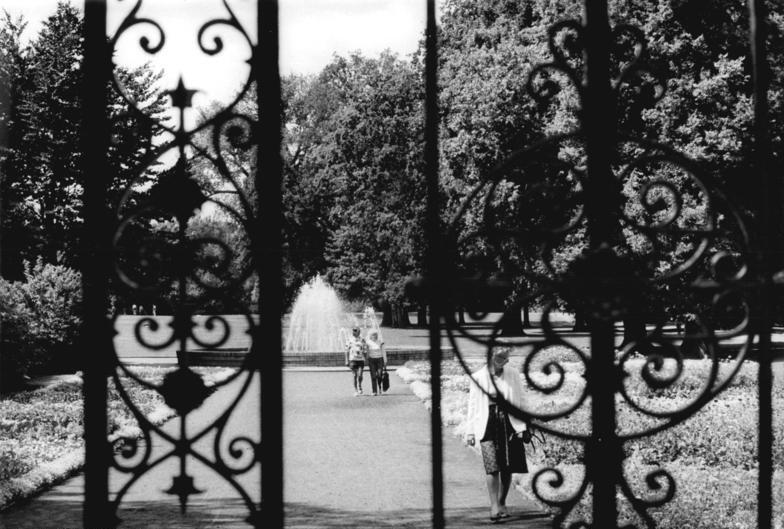
Springbrunnen im Bürgerpark

Die Liste der Brunnenanlagen im Berliner Bezirk Pankow ist eine Übersicht der aktuell (Stand: 9. September 2017) existierenden Springbrunnen, Wasserschmuckanlagen und öffentlichen Planschen in allen Ortsteilen des Bezirks. In einigen Fällen sind stillgelegte und beräumte Anlagen aufgenommen.

## Überblick
„Berlin ist eine Stadt mit fast 300 öffentlichen Brunnen. Sie schmücken das Stadtbild und sorgen für eine reizvolle Aufenthaltsqualität im öffentlichen Raum. Nicht selten handelt es sich um künstlerische Juwelen mit interessanter Geschichte.“ (aus: Öffentliche Brunnen in Berlin) „Die Berliner Wasserbetriebe übernehmen ab 2017 schrittweise alle 270 öffentlichen Berliner Springbrunnen und Seefontainen in ihre technische Betreuung.“ Das Wasser der Anlagen wird nur in der Sommersaison angestellt, sie sind zwischen April und Oktober in Betrieb. Leider treten häufig Störungen durch Vermüllung oder Vandalismus auf. Nicht immer hat das Bezirksamt die finanziellen Mittel für die öffentlichen Wasserspiele und oft werden Sponsoren gesucht und gewonnen.
Zur Instandhaltung der Brunnen, für Reparaturen und für Betriebskosten stellt der Bezirk pro Jahr eine Summe von rund 311.000 Euro bereit (Wertangabe stammt aus dem Jahr 2024).
Die Brunnennamen sind vom Künstler vergebene Bezeichnungen, andernfalls sind in der Liste beschreibende (nicht amtliche) Namensgebungen aufgenommen. In der Liste sind. soweit zugänglich auch private Anlagen gelistet. Aus unterschiedlichen Gründen wurden vormals im Bezirk vorhandene Brunnenanlagen und Wasserspiele abgebaut oder durch neue Kunstobjekte mit und ohne Wasser ersetzt. Soweit nachvollziehbar sind Angaben bei den jeweiligen Anlagen näher bezeichnet. Die mehr als 100 Straßenbrunnen für die Notwasserversorgung sind in einer gesonderten Liste aufgeführt, per 2017 waren das 133 Pumpen für oberflächennahes Grundwasser.

## Pankower Brunnenliste
| Blanb | Blankenburg     | Blanf | Blankenfelde | Buch  | Buch                      | FrzBu | Französisch Buchholz |
| Heind | Heinersdorf     | Karow | Karow        | Nieds | Niederschönhausen         | Panko | Pankow               |
| Prenz | Prenzlauer Berg | Roset | Rosenthal    | StaMa | Stadtrandsiedlung Malchow | Weißs | Weißensee            |
| Wilhe | Wilhelmsruh     |       |              |       |                           |       |                      |

| Ortsteil | Name des Brunnens                | Adresse Lage                                        | Entwurf Künstler                           | Baujahr Einweihung | Bild und Kurzdarstellung |
| -------- | -------------------------------- | --------------------------------------------------- | ------------------------------------------ | ------------------ | --- |
| Panko    | Großer Springbrunnen             | Bürgerpark Pankow Haupttor Lage                     | <unbekannt>                                | 1968               | Die im rechten Bild zu sehende Springbrunnenanlage wurde am Vorabend der Gründung der DDR eingeweiht; sie ist jedoch nicht erhalten. Die aktuelle Brunnenanlage befindet sich 60 Meter vom historischen Haupttor des Bürgerparks auf einem leicht erhöhten Rondell (siehe linkes Bild). In den Jahren 1965/1967 erfolgte eine größere Umgestaltung der Parkanlage nach Plänen von Erwin Stein, in diesem Zusammenhang wurde vermutlich das vorherige Springbrunnenbecken durch ein neues in veränderter Lage ersetzt. Das runde Becken hat einen Durchmesser von zehn Metern, ist 40 cm hoch und in Sitzhöhe 48 cm breit. Es besteht aus Beton und ist mit Klinkern verkleidet. Im Becken sind mittig zwei große Fontänenringe installiert: Im inneren Ring schießen aus zwölf Düsen ins Zentrum weisende vier Meter hohe Wasserfontänen und aus 24 Düsen des äußeren Rings bogenförmig auf die Mittelfontänen gerichtete 1,8 m lange Wasserstrahlen. Das Brunnenbecken wird von einer verzierten etwa zwei Meter breiten Formstein-Pflasterung umgeben. |
| Panko    | Springbrunnen                    | Bürgerpark Pankow Rosengarten Lage                  | Bezirksamt                                 | 1992               | Im Rosengarten des Bürgerparks wurden zwei kleine symmetrisch zur Pergola ((Musik-)Pavillon) angeordnete Springbrunnen in die Gestaltung einbezogen. Die beiden flachen, runden Becken sind am Boden gepflastert und mit Granitplatten umrandet. Sie haben je einen Durchmesser von 365 cm, aus jeweils sieben mittig installierten Düsen sprudeln 1,2 hohe Fontänen zu einem schäumenden Wasserkegel. Die Brunnen, 50 Meter auseinander, liegen mit ihrer Verbindungslinie zwölf Meter vor dem Pavillon, der mit der Rückseite zur Panke steht. Der Rosengarten selbst besteht seit Mitte der 1950er Jahre und wurde mehrfach umgestaltet. Mit der Umgestaltung im Park Anfang der 1990er Jahre wurden die Brunnen 1991 mit den Plänen zum Rosengarten durch das Grünflächenamt gestaltet. Der Rosengarten die alten Dimensionen des Hauptplatzes mit Restaurant und Herrenhaus. |
| Panko    | Kletternde Kinder Tröpfelbrunnen | Breite Straße 40 Lage                               | Gerhard Thieme                             | 1971               | Dieser Zierbrunnen war ursprünglich eine Auftragsarbeit für die Universität Würzburg, aber wurde in Berlin belassen. Er wurde unweit der Pankower Kirche an der Südwestecke Berliner zur Breiten Straße um 1972 auf einer ehemaligen Brache aufgebaut. Diese war nach der Zerstörung des Grundstücks im Krieg und der Ruinenberäumung 1950 übrig geblieben. Die Breite Straße erhielt im Juni 1971 den Namen Johannes-R.-Becher-Straße. An dieser Stelle befand sich auch die Durchfahrt zum Städtchen dem Wohnsitz von DDR-Repräsentanten. Zur Aufbesserung der Straßenecke entstand als Sichtpunkt die auf einem im Durchmesser 40 cm großen Betonsockel befestigte Skulptur. Das flache Brunnenbecken mit einem Meter Durchmesser trägt ein 3,1 m hohes Gerüst aus Metall, auf dem kletternde Kinder turnen. Für die Gestaltung hatte Thieme eine Schulklasse beim Sportunterricht besucht, um typische Kletter- und Turnhaltungen festzuhalten. Diese fünf Kleinplastiken aus Bronze stellen drei Jungen und zwei Mädchen dar und sind 80 cm groß. Aus dem oberen Ring tropft Wasser, wodurch der Wasserverbrauch gering bleibt. Der Brunnen wurde 1992 und 2004 restauriert. |
| FrzBu    | Kissenbrunnen                    | Hugenottenplatz Lage                                | Karol Broniatowski                         | 1998               | Auf dem im Wohngebiet Buchholz-West 1995 als urbanes Zentrum neu angelegten Hugenottenplatz befindet sich eine Brunnenanlage. Der einfache Brunnensockel trägt „ein originalgetreu wirkendes, geknautschtes Kopfkissen, so als hätte es jemand dort abgelegt und vergessen.“ Das Kissen aus Bronze ist ca. 0,40 m breit und 60 cm lang, an der oberen Ecke befindet sich eine kleine Öffnung. Das austretende Wasser läuft über die gesamte Oberfläche und teilweise durch die Kissenfalten und dann am Betonsockel nach unten. Der Zierbrunnen steht auf dem mit Sitzbänken umgebenen dreieckigen Platz, 25 m von der Ostecke Schweizertal/Rosenthaler Weg entfernt. „… da steht ein Betonklotz mit Eisenmangan-Rostfahnen und einem stillgelegten Brunnenrohr. Obenauf liegt ein ‚hartgewordener Zementsack‘ – ganz so, als ob man hier vor 19 Jahren die Baustelle nicht ganz aufgeräumt hätte. … Der Betonklotz wirkt, als hätte er schon immer da gestanden, wie ein Grenzstein in einem Acker, der plötzlich von einem Stadtplatz umbaut wurde.“ Dieter Geisthardt, Chronist des Pankower Ortsteils, schlug vor, auf dem geplanten Hugenottenplatz einen Brunnen mit der Figur vom Glockengustav aufzustellen. Das Buchholzer Original solle an die Historie erinnern. Der Bildhauer Ulrich Jörke aus Buchholz hat seine Entwürfe den Bauherren und dem Kulturamt zugeschickt, fand aber keine Berücksichtigung. |
| Nieds    | Löwenkopf-Brunnen                | Schönholzer Brücke Lage                             | Alexander Poetschke                        | 1925               | Die Brunnenanlage befindet sich direkt an der Panke und der denkmalgeschützten Pankebrücke. Um 1925 wurde ein Neubau der Brücke über die Panke nötig. Die Pankower Ratsherren entschieden sich für den Entwurf von Alexander Poetschke. Poetschke war als Architekt auch am Entwurf des Rathauses der Landgemeinde Pankow beteiligt. Sein Entwurf sah einen Kiosk mit Toilettenhäuschen im Kellergeschoss und anschließend eine Pergola mit schmiedeeisernen Zauneinsätzen und einem Löwenkopf-Brunnen vor. Die Einzelobjekte gehören zum Denkmalbereich des Bürgerparks. An einer Kunststeinwand ist ein wasserspeiender, maskenhafter Reliefkopf aus Bronze aufgebracht. Die Brunnenwand ist etwa einen Meter hoch und 1,35 Meter breit und unter dem Wasserspeier liegt auf einem eckigen Sockel von 1,2 das 65 cm hohe Auffangbecken. Letzteres links und rechts mit einem Käfer und in der Mitte mit einem Frosch verziert. Der Brunnen befindet sich zwischen vier Säulen (3 m hoch) in einer Nische der begrünten Brückenpergola. Die Brücke wurde 2010 erneuert, jedoch die Brunnenanlage ist dauerhaft außer Betrieb und wird als Abfallbehälter unbefugt benutzt. |
| Nieds    | Matschtische                     | Westrand Bürgerpark Lage                            | Brigitte Fink                              | 1992 neu: 2008     | Unweit des Kinderbauernhofs Pinke-Panke befindet sich ein Wasserspielplatz auf dem Spielplatz am Westrand des Bürgerparks. Mit einer Kurbel kann Wasser aus einem kleinen Elefanten über ein System von Holztischen gepumpt werden. Diese Anlage am Rande des Bürgerparks gehört zu den Wasserspielplätzen im Bezirk. Es befindet sich eine weiträumig strukturierte Mischung aus Spielgeräten, Frei- und Matschflächen und schattigen Ruhezonen. Der Matschplatz liegt inmitten der großen Spielplatzanlage mit weichem, weißen Sandboden. Das Wasser für die „Matsche“ tröpfelt bei Inbetriebnahme der Wasserpumpe, die als stilisierter Elefant (0,80 m × 0,53 m) aus Metall geformt ist. Wasser läuft über hölzerne Trogrinnen zu einem runden und einem quadratischen Matschtisch. Der Sand wird vom Boden geholt und so kann aus Sand und Wasser die Pampe gematscht werden. Die Rinnen und die Tische sind aus Holz, eine Rinne ist 2,5 m und zwei sind 2,0 m lang. Der wasserfluß kann durch einen Holzhebel verteiltz werden. Die Anlage wurde 1992 eingeweiht und 2008 neu ausgerüstet. Der Spielplatz im Bürgerpark Pankow hat das Thema Meer als Design-Grundlage, er ist beliebt und stark frequentiert und in einem guten, gepflegten Zustand. Rund um den Platz stehen Bänke im Schatten und die gesamte Fläche ist an den vier Seiten von einer Pergola umgeben, die „bewachsen sein könnte“. |
| Nieds    | Großer Springbrunnen             | Schlosspark Niederschönhausen Lage                  | unbekannt                                  | 1955               | Die Brunnenanlage aus Naturstein befindet sich in der Grün- und Parkanlage an der Rückseite des Schlosses Schönhausen. Der große Springbrunnen liegt auf der Hauptachse des Schlosses, die sich in der Schlossallee zur Löffelbrücke fortsetzte. Da dieser Teil des Schlossparks für den Präsidenten der DDR, Wilhelm Pieck, innerhalb des Städtchens Pankow belegt wurde, wurde der Parkabschnitt für die Öffentlichkeit gesperrt. In einem runden 12-Meter-Becken mit 20 cm hohem Rand sind um eine hohe Mittelfontäne ringförmig nach innen gerichtete Springstrahler angeordnet. Der Brunnen in einem Rondell ist nach der Nutzung des Parks für den Präsidentensitz und das Gästehaus wieder geöffnet und die Parkbesucher können sich daran erfreuen. |
| Nieds    | Tröpfelbrunnen                   | Schlosspark Niederschönhausen Lage                  | unbekannt                                  | 1955               | Unweit des großen Springbrunnenbeckens befindet sich nahe der Südecke des Schlosses ein Tröpfelbrunnen. Aus einer kleinen Öffnung inmitten einer Metallblüte fließt eine kleine Wassermenge. Über den Rand des längsgeriffelten vasenförmigen steinernen Brunnengefäßes inmitten einer Fläche aus weißen, blauen und roten Mosaiksteinchen fließt das Wasser ab. Auf dem Bodenmosaik steht eine 30 cm große Schildkröte aus Edelstahl. Dieser Tröpfelbrunnen hat eine Höhe von einem Meter und die obere runde Fläche hat 60 cm im Durchmesser. |
| Prenz    | Fruchtbarkeitsbrunnen            | Arnswalder Platz Lage                               | Hugo Lederer                               | 1934               | Auf dem Arnswalder Platz steht der Fruchtbarkeitsbrunnen, wegen des Motivs vorzugsweise „Stier“brunnen genannt. Die Anlage wurde 1934 hier aufgestellt. Der Brunnen aus rotem Porphyr, aus einem Steinbruch bei Rochlitz gehauen, bildet den Mittelpunkt der gesamten Platzanlage. Die Fontänen ergießen sich aus einem pilzförmigen Aufbau in der Mitte des Brunnens. Die beiden seitlich angeordneten Stiere werden von symbolhaften Figurengruppen flankiert: Mutter mit Kind, Schäfer mit Widder, Schnitterin mit Ährenbündel und Fischer mit einem Fang im Netz. |
| Prenz    | Drei Brunnenbecken               | Thomas-Mann-Straße Lage                             | Jürgen Raue                                | 1979               | In der leicht abwärts führenden Grünanlage gegenüber dem Straßenzug Thomas-Mann-Straße 12–16 sind drei gleichartige Brunnenbecken eingefügt. Die drei quadratischen Brunnen in der Buschzone eingebettet, haben eine Seitenlänge von je sechs Metern und einen 40 cm hohen Beckenrand. Ursprünglich waren als Wasserspender Metallplastiken angebaut, diese wurden demontiert. Stattdessen besitzen die Brunnen 30–80 Zentimeter hohe Fontänen. Die Brunnenbecken aus Beton stehen gegeneinander dem Fußweg folgend versetzt. In Richtung Mühlenbergcenter und Schwimmhalle rücken die Becken jeweils vier Meter näher an die Straße und die Anzahl der Fontänen steigt von einer auf drei. |
| Prenz    | Brunnenanlage                    | Erich-Weinert-Straße 91 Lage                        | unbekannt                                  | 1960               | An der Nordostecke Erich-Weinert-Straße / Prenzlauer Allee befindet sich seit Ende der 1950er Jahre eine Grünanlage mit einem Wasserbassin. Diese Brunnenanlage besteht aus Beton und Kunststein. In dem aus zwei Rechtecken zusammengesetzten Becken sind zahlreiche Springstrahler installiert. Diese sprühen Wasser zur Brunnenmitte und zum Brunnenrand. Die gesamte Anlage besitzt eine Fläche von 10 m × 22 m, zusammengesetzt aus einem nördlicheren 10 m²-Quadrat mit einem L-förmigen Sprühsystem. Zur Erich-Weinert-Straße offen anschließend ein acht Meter breites und 12 Meter langes Becken mit einem H-förmigen Sprüheinsatz. Eingeschlossen sind beide Becken vom gemeinsamen 60 Zentimeter breiten Beckenrand. Das Wasserbecken und die Rasenfläche bedecken knapp 1000 Quadratmeter vor dem angrenzenden Supermarkt (Prenzlauer Allee 104, Edeka). Der östlicher liegende Verkaufsflachbau (Netto, Getränke-Hoffmann) hat (temporär) um 2010 das aufgegebene und abgerissene Feierabendheim Martha Arendsee (Erich-Weinert-Straße 93/95) ersetzt. Auf dessen Hofseite befand sich bis zum Abriss 60 Meter von der Straße entfernt (hinter dem Gebäude) eine weitere Brunnenanlage, die mit dem Feierabendheim ebenfalls entsorgt wurde. |
| Prenz    | Sprudelbrunnen                   | Ernst-Thälmann-Park Lage                            | Helmut Stingl                              | 1986               | Der Sprudel vor der Ladenzone besteht aus einem achteckigen Brunnenbecken aus Beton. Er liegt an einem Wegekreuz im Thälmannpark 30 Meter vor den Häusern Ella-Key-Straße 30 und 32. Das Becken ist im Umkreis 3,65 Meter. Der Beckenrand ist 70 Zentimeter hoch. Darin befindet sich ein blauer Metallring in dessen Mitte ein Metallblock mit der Zuführung für eine hohe Fontäne steht. Um diese herum fallen sechs dünne Wasserstrahlen bogenförmig zur Fontäne. Der Thälmann-Park war Prästigeobjekt zur 750-Jahrfeier Berlins auf dem Gelände des vorherigen Gaswerks Greifswalder Straße (IV. Berliner Gasanstalt). Während der Bebauung mit WBS-70-Wohnblöcken wurde im Erdgeschossbereich zum Parkgelände hin ein Ladenzeile angelegt. Zur künstlerischen Ausgestaltung entstand neben Skulpturen und Plastiken dieses Brunnenbecken. Der Brunnen ist in bedenklichem Zustand, der Müll im Becken führt zu Verstopfungen und immer wieder zu Betriebsstörungen. |
| Prenz    | Knabe mit Fisch                  | Volkspark Anton Saefkow Westrand Lage               | Fritz Nolde                                | 1958               | Der Brunnen Knabe mit Fisch befindet sich auf einer Rasenfläche im Westen des Volksparks Anton Saefkow unmittelbar an der Straßenecke Anton-Saefkow-/ Greifswamder Straße. Auf einem zwei Meter hohen Naturstein-Sockel mit quadratischer Grundfläche und 50 cm Seitenlänge steht die 68 Zentimeter hohe zentrale Figur: ein Knabe, der einen Fisch hält. Diese Gestaltung hat Fritz Nolde den vielfach variierten Brunnenplastiken der Jahrhundertwende nachempfunden. Der Entwurf kam von der Künstlergruppe KRA’NOL’DA (Krause, Nolde, Damerow). Der Brunnensockel steht in einem großen runden Becken von sechs Meter Durchmesser. Der Knabe auf dem Sockel ist nur dekorativ und der Fisch ist nicht wie meist als Wasserspeier ausgebildet. Das Wasser tritt im oberen Bereich des Brunnenstocks an allen vier Seiten als dünner Wasserstrahl aus und fällt bogenförmig in das Becken. |
| Prenz    | Kinder unterm Regenschirm        | Nordostecke Prenzlauer Allee / Danziger Straße Lage | Stephan Horota                             | 1974               | Horota schuf den Tröpfelbrunnen Kinder unterm Regenschirm 1967/1968, er wurde 1974 unter den Bäumen an der stark befahrenen Straßenkreuzung Prenzlauer Allee / Danziger Straße auf einer Grünfläche von 950 m² aufgestellt. Mit diesem Brunnen wollte der Künstler den Kindern von Prenzlauer Berg ein Denkmal setzen, die beiden Kinder „strahlen Ruhe und Heiterkeit aus“. Auf einem 45 Zentimeter hohem Sockel steht die Figur eines älteren Mädchens und hält einen Regenschirm über einen kleineren Jungen. Das Wasser kommt von oben aus Öffnungen am Schirm, dadurch tropft es über den Rand. Der Junge fängt es mit den Händen auf, die eine Mulde bilden. Das Wasser fließt nach unten in eine runde gepflasterte Auffangschale von 12 m mit Abfluss am Sockel. Die beiden Bronzefiguren sind 1,35 m und 1,05 m hoch und die gesamte Plastik hat eine Höhe von 1,6 Meter. Der quadratische Granitsockel hat eine Seitenlänge von 85 cm. Der freie Platz an der Straßenkreuzung verblieb durch den Kriegsschaden am Eckgebäude der Elysium-Lichtspiele (Prenzlauer Allee 56 / Danziger Straße 73 – alte Nummerierung). |
| Prenz    | Walrosse                         | Falkplatz Lage                                      | Stephan Horota                             | 1990               | Auf dem Falkplatz steht anstelle des ehemaligen Planschbeckens eine Brunnenanlage; die Plansche musste Ende der 1980er Jahre eingeebnet werden. Nahe am Zugang Gleimstraße steht seit 1989/1990 dafür eine bronzene Tierplastikgruppe von Horota. Zwei naturgetreu ausgebildete Walrosse stehen auf einem 45 Zentimeter hohen Sockel. Diese sind quer gegeneinander versetzt und das liegende ist 1,07 m und das aufgerichtete Walross ist 1,3 m hoch. Aus den Mäulern speien sie in hohem Bogen je einen Wasserstrahl in entgegengesetzte Richtung. Die gesamte Anlage nimmt eine Fläche von 2,4 m × 1,30 m ein und der Sockel davon 1,3 × 1,05 m². An der Nordwestecke (Lage) vom Falkplatz in Richtung Mauerpark befindet sich eine Regenwasseranlage mit Wasserzulauf. |
| Prenz    | Paar in der Badewanne            | Metzer Straße Lage                                  | Stephan Horota                             | 1982               | Mit der 1995 abgeschlossenen Neugestaltung der Mittelpromenade Metzer Straße hatte Stefan Horotas 1982 geschaffenes Paar in der Badewanne einen neuen Platz gefunden. Diese Bronzegruppe stand zuvor an der Ecke Schönhauser Allee / Torstraße (Lage) und wurde als Bad an der Ecke umgetauft. 1992 war jene Plastik entwendet worden und blieb unauffindbar. Daraufhin wurde ein Zweitguss gefertigt, der am gegenwärtigen durch das Wohngebiet geschützten Platz aufgestellt. Die Brunnenanlage ist die humoristische Darstellung eines reiferen Paares, das sich in einer kleinen Badewanne gegenüber sitzt und ein Glas Wein erhebt. In der linken Hand hält der Mann eine Rose, unter deren Blüte sich ein winziger Wasseraustritt befindet. Inspiriert wurde Horota durch die ungarischen Thermalbäder und er wollte an die öffentlichen Bäder der Renaissance erinnern. Seiner Arbeit sollte mit Humor begegnet werden, wobei er sich auf Vater Zille und dessen unverwechselbare Art, öffentliche Badeszenen darzustellen, bezieht. Das Paar und die Badewanne bestehen aus Bronze, die Wanne ist 40 cm und mit Paar 85 cm hoch. Sie steht auf einem 40 Zentimeter hohen Natursteinsockel von 0,62 × 0,40 m². Da der Sockel defekt war, wurde die Plastik Badewanne vom Tiefbauamt abgebaut und eingelagert. Erst nach erfolgreicher Rekonstruktion konnte die Brunnenanlage im Sommer 2017 wieder aufgestellt werden. |
| Prenz    | Zwei Bären                       | Helmholtzplatz Lage                                 | Stephan Horota                             | 1987               | Der Tröpfelbrunnen mit der Tierplastik Zwei Bären stammt von Stephan Horota 1986/1987. 1988 wurde diese aus Sandstein geschaffene Brunnenanlage auf dem östlichen Teil des Helmholtzplatzes aufgestellt. Auf einer Plinthe steht ein 1,95 Meter hoher L-förmigen Sockel (0,70 m × 0,90 m). Auf diesem steht ein Bär, der nach unten auf den zweiten Bären sieht. Der untere Bär sitzt aufrecht auf dem unteren Sockelteil und sieht nach oben. Die naturgetreu dargestellten Tiere sind einander zugewandt. Wasser tritt mittig aus einer winzigen Öffnung im oberen Bereich der Plinthe aus, über eine vorgelagerte kleine Rinne fließt es ins Erdreich ab. |
| Prenz    | Froschkönig                      | Teutoburger Platz Lage                              | Stephan Horota                             | 1989               | Zu den Werken von Horota im Bezirk Pankow gehört der Brunnen Froschkönig auf dem Teutoburger Platz. Die aus Sandstein gearbeitete Plastik wurde 1987 geschaffen und 1989 aufgestellt. Dieser Tröpfelbrunnen hat eine dreiteilige Struktur: Auf einem Sockel mit einem Wasseraustrittsrohr sitzt ein Frosch, dem ein leicht versetzter und zum Auffangbecken ausgearbeiteter Quader vorgelagert ist. Auf einer Plinthe hockt das Mädchen, versetzt in rustikaler Form und monumentaler Größe. Der Frosch auf dem Sockel von 1,06 m Höhe ist 42 Zentimeter und das auf 37 Zentimeter Höhe sitzende Mädchen ist 1,55 Meter hoch. Dazwischen liegt ein 30 cm hoher Sandsteinquader mit dem Wasserauffangbecken. |
| Prenz    | Wasserlauf                       | Gleim- / Ecke Schwedter Straße Lage                 | Büro Landschaft, Planen und Bauen          | 1996               | An der Westseite der Grün- und Erholungsanlage des Falkplatzes liegt ein Wasserzulauf zur trapezförmigen Regenwasserauffanganlage an der Gleimstraße. Hier grenzt die Schwedter Straße (hier als Weg zwischen ehemaligem Nahngelände und Falkpark) den Falkplatz vom Mauerpark. Der Wasserzulauf folgt in Zick-Zack-Führung dem leichten Gefälle aus einem (Regenwasser-)Sammelbecken an der Max-Schmeling-Halle. Im Auffangbecken sind (am Südrand) 19 Brückensteine eingelassen, auf denen die Wasserfläche überschritten werden kann. Zudem liegen im Becken zusätzliche freigelegte Granitblöcke. Beim Überlauf soll das Wasser bedarfsgerecht mit einer Pumpanlage abgeführt werden. Zum Wasserbecken mit den Kantenlängen 25, 22, 20 und 16 Meter führen von der Gleim- und der Schwedter Straße vier Stufen, ebenfalls aus Granit. Das zulaufende Wasser wird durch eine Bioreinigungsanlage geführt. |
| Prenz    | Brunnensäule                     | Winsstraße 49/51 Stadtplatz Marie Lage              | Bezirksamt                                 | 2000               | Dieser Brunnen steht auf dem Spielplatz an der Stadtplatz Marie auf einer runden gepflasterten Fläche. Die Brunnensäule aus Muschelkalk von 1,20 Meter hat einen quadratischen Querschnitt von 40 cm. Zum Wetterschutz und aus Hygienegründen ist die oben abschließende Pyramide mit Edelstahl abgedeckt. Auf Knopfdruck sprudelt eine geringe Wassermenge. Der Platz war nach Abriss des Städtischen Rettungsamtes entstanden und im engbebauten Gebiet des Ortsteils um das Jahr 2000 als Grün- und Erholungsfläche ausgebildet worden. |
| Prenz    | Bettinas Bank                    | Arnimplatz Lage                                     | Michael Klein                              | 1997               | Diese Brunnenanlage von 2,06 m × 1,58 m gegenüber der Seelower Straße 8 wurde bei der Neugestaltung des Arnimplatzes aufgebaut. Diese Aufbesserung des Platzes in den Jahren 1995 bis 1999 erfolgte nach historischen Grundlagen und Vorgaben. Teilweise wird die Anlage als „Buch“ benannt. Dieser Rieselbrunnen befindet sich neben dem Denkmal für Bettina und Achim von Arnim, ebenfalls vom Bildhauer Michael Klein gestaltet. Die flächendeckende Brunnenskulptur aus Bronze, 120 cm hoch, wurde auf einem rechteckigen, nach vorn hin leicht abfallenden Kunststeinsockel aufgebracht. Herzstück ist eine als Bettinas Bank bezeichnete einfache Sitzbank ohne Lehne in Schräglage, die 40 cm hoch, 1,35 m lang und 40 cm breit ist. Ein Kissen mit einem aufgeschlagenen Buch darauf und ein paar Handschuhe liegen auf der Bank. Über dieses Gefälle rieselt Wasser aus acht Düsen vom hinteren Rand unter der Bank hindurch an einem groben, wie zufällig hingefallenen Ast vorbei. Über den Grundsockel hinaus fließt es ins Erdreich. Die Wasserversorgung erfolgt über einen Tiefbrunnen. |
| Prenz    | Plansche auf dem Spielberg       | Ernst-Thälmann-Park (Spielberg) Lage                | Baudirektion des Ministeriums für Bauwesen | 1986               | Zur Kreuzung Greifswalder/Danziger Straße liegt im Süden des Ernst-Thälmann-Parks der Spielberg, ein Spielplatz inmitten einer runden Grünfläche der in unterschiedlichen Höhen gestaltet ist. „Zur Erfrischung und zum Vergnügen kleinerer Kinder gedacht“ ist eine Wasserspielanlage vorhanden. Im oberen Bereich einer hohen sechsbeinigen Stahlkonstruktion sind sechs Wasserdüsen installiert, die im Sommer eine erfrischende Dusche versprühen. Die Unterlage der Plansche ist eine gestaltete Betonfläche. Rund um die Wasserfläche steht eine zum Sitzen geeignete Betonumrandung aus jeweils vier aneinandergesetzten Blöcken. Diese Umrandung hät das Wasser im Inneren zurück und leitet es in den sechs jeweils dazwischen liegenden Unterbrechungen in die Überläufe ab. Zu dieser SpielplatzflächeFläche ist das Gebäude Danziger Straße 111 in dem sich das Kinder- und Jugendfreizeithaus DIMI benachbart. Der Spielberg im Süden des Parkgeländes wurde zusammen mit dem Aufbau des Thälmannparks auf einem vorherigen Gaswerkgelände eingerichtet. |
| Prenz    | Plansche                         | Einsteinpark Lage                                   | Bezirksamt (als Auftraggeber)              | 1997               | Der Einsteinpark liegt nördlich der Storkower Straße zwischen Pieskower Weg und Einsteinstraße. Am Rand der großen Wiese mit dem Einstein-Denkmal im Halbschatten und neben dem Spielplatz liegt diese Planschanlage. In erster Linie ist sie zum Vergnügen und zur Erfrischung kleinerer Kinder gedacht. Auf einer trapezförmigen Grundfläche von 60 m² mit 15 m am Weg sind drei Edelstahlpoller verteilt. Sie haben eine Höhe von 30, 50 und 70 cm und jeweils einen Durchmesser von 30 cm. Aus deren Düsen sprüht für wenige Sekunden Wasser im hohen Bogen, nachdem man sobald der zugehörige Fußauslöser gefunden und durch Auftreten betätigt wurde. Am Rand der Grundfläche liegen fünf grob modellierte sitzhohe Granitblöcke, die als unverwüstliche Sitz- und Klettermöglichkeiten aufgestellt sind. |
| Prenz    | Wasserfall                       | Ernst-Thälmann-Park Lage                            | Baudirektion des Ministeriums für Bauwesen | 1986               | Der Wasserfall zum künstlichen See liegt in einer Buschzone des Thälmannparks 60 m nordöstlich der Denkmalplatte. Ein Wasserzulauf führt unter einer 60 m zur Greifswalder Straße entfernten Parkwegbrücke zur Fallstufe aus Beton. Diese hat bei einer Fallhöhe von einem Meter eine Breite von 4,40 m. Die Brückenüberführung mit dem Zuweg und der anschließende Teichbereich sind von grünen Pflanzen umgeben. Neben der gestaltenden Wirkung dient der Wasserfall wohl der Durchlüftung des Wasserzulaufs in den künstlichen See. Der Park wurde auf dem vormaligen Gelände des städtischen Gaswerks IV mit Parkwegen, Wasserlauf und See angelegt und in Vorbereitung der 750-Jahr-Feier Berlins auf Ostberliner Seite zum 100. Geburtstag von Ernst Thälmann eingerichtet. |
| Prenz    | Löwenbrunnen                     | Wasserturm Lage                                     | Stephan Horota                             | 2007               | Der Löwenbrunnen ist eine Brunnenanlage direkt neben Berlins ältestem Wasserturm. In einem rechteckigen Becken aus Granit sprudelt gewöhnlich durchgehend eine sehr niedrige Fontäne. Mit Intervallschaltung werden zusätzlich aus Edelstahldüsen drei kräftige Wasserstrahlen bogenförmig in das Becken geleitet. Der breite Beckenrand kann als Sitzbank genutzt werden. Die naturnahe bronzene Skulpturen eines Löwenvaters mit zwei (katzenhaften) Löwenjungen wurde auf Wunsch von Stephan Horota direkt neben dem Wasserbecken auf einem separaten Sockel aufgestellt und war als eigenständiges Kunstwerk gedacht. Anfang des 20. Jahrhunderts befand sich auf dem historischen Wasserturmplatz schon ein Brunnen. Der Vorgänger war ebenfalls mit einem bronzenen Löwen geschmückt, der furchterregend gestaltet war. Die neue Löwenfamilie wirkt dementgegen friedlich. Die Lage der Brunnenanlage zwischen dem angrenzenden Kindergarten und dem Spielplatz bedingt, dass sich oft kleinere Kinder am Brunnen aufhalten. Das Brunnenbecken ist 30 Zentimeter tief und sechs mal zweieinhalb Quadratmeter groß. Das Becken und der Sockel bestehen aus Granit. Der Löwenvater von 1,60 m Länge und die neben im aufrecht sitzenden 40 cm hohen Löwenjungen bestehen aus Bronze. Der Entwurf des Granitbeckens stammte vom Büro Dr. Jacobs & Hübinger, die Einweihung erfolgte am 5. Mai 2007. Der Wasserturm an der Belforter Straße wurde Dicker Hermann genannt und war 1877 fertig gestellt worden, bis 1952 war er in dieser Funktion in Betrieb. |
| Prenz    | Trink-Brunnen                    | Kollwitzplatz Ecke Wörther Straße Lage              | Architekt Bobsin                           | 2001               | Der Brunnen mit säulenförmigem Körper bei quadratischem Grundriss steht auf der Nordostecke des Kollwitzplatzes an der Schönen Ecke. Auf dieser Freifläche einer abgerissenen Kriegsruine (Wörther Straße 34 / Kollwitzstraße 67) steht ein schlicht gestalteter Granitquader mit einer Abdeckung aus Edelstahl. Aus zwei parallelen zur Kollwitzstraße liegenden Düsen sprudelt bei Bedarf auf Knopfdruck ein kleiner Wasserstrahl heraus. Das überschüssige Wasser fließt über eine gelochte Rinne in der Edelstahlplatte ab. Diese Rinne liegt im rechten Winkel von der Kreuzung weg. Die Brunnensäule ist 60 cm im Quadrat und 0,85 m hoch. |
| Weißs    | Fontäne                          | Weißer See Lage                                     | Flach & Callenbach                         | 1969 2009          | Der Weiße See liegt in einer seit 1887 bestehenden Parkanlage. Als Blickfang und zur Sauerstoffversorgung des ab- und zuflusslosen Sees steigt von Mai bis Oktober inmitten des Sees eine gefächerte Fontäne. Im Winter wird die Anlage abgesenkt. Die Fontäne ist von 13:00 bis 20:00 Uhr und wird in den Abendstunden beleuchtet. Fontänendüsen und Zuleitungsring bestehen aus Edelstahl, der Schwimmponton hat ein Gewicht von 6,5 Tonnen. Er hat eine Länge von 6,5 Metern, ist 2,5 Meter breit und 70 Zentimeter hoch. Die Hauptfontäne erreicht bis zu 23,0 m und die acht Außenfontänen haben eine Springhöhe von 12 bis 13 Meter. Die alte Fontänenanlage wurde 1969 aufgebaut. Bei den jährlichen Prüfungen wurden 2008 irreparable Schäden und technische Mängel festgestellt und die alte Fontänenanlage ausgebaut. Am 29. August 2009 wurde zum Weißenseer Blumenfest die erneuerte Fontänenanlage in Betrieb genommen. 2016 musste die Anlage repariert werden, weil die Edelstahldüsen des Außenrings entwendet wurden, so war nur die Hauptfontäne funktionsfähig. Die Reparatur erforderte Sonderanfertigungen. |
| Weißs    | Plansche mit Seelöwen            | Park am Weißen See (verlängerte) Blechenstraße Lage | Willy-Ernst Schade                         | 1925               | Im Nordwesten des Parks am Weißen See befindet sich ein Wasserspielplatz für Kinder. Die Anlage wurde 1955 bei der Neugestaltung des Parks in den Nachkriegsjahren eingerichtet, die wasserspeienden Seelöwen (Walrosse) aus Muschelkalk waren bereits zu Beginn der 1920er Jahre entstanden. In den 1960er und 1970er Jahren gab es eine Wasserrutsche in Form eines Fischs. Das längliche, an den Ecken abgerundete Becken von 61 × 17 m² besitzt 30 gleichmäßig an den Beckenrändern verteilte Edelstahl-Wasserstrahler. Diese sind mit zwei ungleichen Austrittsdüsen ausgestattet und geben in den Sommermonaten eine erfrischende Dusche. An das leicht gebogene und flache Becken zum Planschvergnügen schließt ebenerdig die benachbarte Liegewiese an. Die an einer Stirnseite des Beckens platzierten Seelöwen sind 1,6 m lang und 1,3 m hoch. Nach 40 Jahren wurde die abgenutzte Plansch-Anlage 1995/1996 erneuert und saniert. Seither fließt das Wasser ab, zuvor blieb es 20 cm hoch stehen. Zum Spielplatz gehört ein Holzschiff, dieses musste 2017 gesperrt und repariert werden. Die Seelöwen sind in typisierter Haltung und nur mit den notwendigsten Details ausgeführt. „Auffällig ist die Großporigkeit des Steins und ein prägnantes Hervortreten einzelner Lagerschichten.“ Eine tiefe Durchfeuchtigung und das Beklettern spielender Kinder sind Ursache. |
| Karow    | Springbrunnen                    | Achillesstraße Lage                                 | Ömür Güldas                                | 1995               | Diese moderne Brunnenanlage befindet sich im Neubaugebiet Karow-Nord auf dem Chronisteneck. Dieses ist ein Dreiecksplatz, der am Knick der Achillesstraße durch die Fortsetzung in der Beerbaumstraße entsteht. Rundum aufgestellte Sitzbänke und Poller laden zum Verweilen ein. An der Seite des runden Brunnenbeckens zur abbiegenden Beerbaumstraße befindet sich ein maßstabgetreues Relief des erst nach der Wende entstandenen Ortsteils Karow-Nord am Rand der sonst schlicht gehaltenen flachen Brunnenschale. Die Brunnenschale wurde aus dem Granitwerkstein Eitzing – gelb hergestellt, die Oberfläche ist poliert. Das Becken hat einen Durchmesser von 5,8 m und der Brunnenrand ist 30 cm hoch. Aus vier Düsen sprudeln niedrige meterhohe Weißwasserfontänen empor, die in den Abendstunden beleuchtet werden. Wegen des maroden Zustandes musste der Brunnen in den 2010er Jahren stillgelegt werden. Auf Grund der defekten Fugen lief das Wasser durch die Bausubstanz in den Untergrund und verursachte weitergehende Schäden. Die Anlage sollte 2017 instand gesetzt werden. |
| Weißs    | Plansche mit Robbe               | GounodstraßeLage                                    | unbekannt                                  | 1975 (nach 1975)   | Die Plansche gehörte zur Kindertagesstätte Gounodstraße 56/58 und war mit einer Tierplastik Kleine Robbe geschmückt. Diese Plastik war mit Plinthe 65 cm hoch und stand am Rand der Wasserplansche als dekoratives Wassertier und Streichelplastik. Die Funktion der Plastik als Wasserspeier war (1993) defekt. |
| Weißs    | Brunnen                          | Antonplatz Süd Lage                                 | Matthias Heinz                             | 2008               | Bei der Sanierung des Antonplatzes 2008 wurde der von Margret Lüdtke entworfene, aber nicht mehr funktionstüchtige Brunnen entfernt. Für die nach der Wende umgestaltete Grünanlage wurde nun eine flache Wasserkunst in Auftrag gegeben. Auf einer Stahlbetonsohle liegt die Wasserkunst aus grauem Herschenberger Granit (Linz, Österreich): das rechteckige Brunnenbecken besteht aus Granitkeilen, so dass durchlaufendes Wasser in flachen Becken einen kleinen Bachlauf bildet. Der Brunnen markiert die gepflasterte Fläche zwischen den beiden Grünbereichen als ein begehbares Relief. Zum Ausruhen laden der Sitzrand an den Stirnseiten und Sitzblöcke an den langen Seiten. Die gesamte Anlage ist 12,8 m lang, 3,9 m breit und besitzt bei einer Höhe von 0,3 m ein geringes Gefälle von 1,26 Prozent. |
| Weißs    | Brunnen                          | entfernt Antonplatz                                 | Margret Lüdtke                             | 1979               | Eine fünfteilige Säule aus Keramik, nach einem Entwurf von Margret Lüdtke, 1979 aufgestellt, war bei der Sanierung des Antonplatzes 2008 beräumt worden. Der Schmuckbrunnen war ihre Diplomarbeit an der Kunsthochschule Weißensee. Im großen Becken von sechs Meter Durchmesser stand mittig eine 2,5 m hohe spiralförmige Säule aus Keramik, über die Wasser von oben herunterfloss und sich in das darunterliegende Wasserbecken ergoss. Die Segmente waren in beige-braunen Tönen glasiert und kammähnlich angeordnet. Bereits 1993 war die Glasur mehrfach zerstört und die Fugen waren undicht. |
| Nieds    | Wasserspender                    | Friedhof Pankow III Lage                            | unbekannt                                  | 1930               | Zur Wasserversorgung auf Friedhöfen gibt es meist einfache Wasserhähne vor Wasserbecken. Diese 1,20 m hohe Wassersäule aus Kunststein steht in Höhe des Gebäudes der Friedhofsverwaltung Pankow III am vormaligen Hauptweg. Der Wasserlauf kann auf Druck ausgelöst werden, damit der Besucher die Gießkanne füllen kann. Überflüssiges Wasser läuft durch den darunter befindlichen Ablauf in die Kanalisation. Der Brunnen stand eigentlich am Haupteingang zum Friedhof mit einem attraktiven Tor, der sich an der damaligen Bahnhofstraße befand. Durch die Bezirksgrenze Pankows zu Reinickendorf stand ab 1961 hier die Berliner Mauer zwischen Ost- und Westberlin. Um Schussfreiheit am Mauerstreifen zu schaffen, wurden 1962/1963 Gräber von einem 35 Meter breiten Streifen verlegt und das Verwaltungsgebäude und damit der gestaltete Wasserspender gerieten bis zum Mauerfall an die Rückseite des Friedhofs. |
| Prenz    | Trinkbrunnen                     | Garbatyplatz Lage                                   | Marcus Botsch (BWB-Standard)               | 2016               | In Pankow stehen (Stand 2017) zwei Trinkbrunnen, da „der Ortsteil Pankow Sieger des ‚Brunnen-Runs 2015‘ [ist]. … Pro 10.000 Kilometer stellten die Wasserbetriebe einen Trinkbrunnen in der Stadt auf.“ Der Brunnen dient in erster Linie als Durstlöscher und steht am Garbatyplatz gegenüber vom S-Bahnhof Pankow vor dem Einkaufs- und Geschäftsgebäude. Früher dienten Trinkbrunnen der Dauerabnahme von Wasser und besaßen eine Spülfunktion für das Rohrnetz. Die aus Aluminium gegossenen und 1,05 m hohen Säulen sind durch Quermarkierungen optisch in fünf gleich hohe Segmente untergliedert und besitzen einen leicht ovalen Querschnitt, der Entwurf stammt vom Berliner Designer Marcus Botsch. An einer Seite des oberen Randes ist eine flache Schale mit 50 Zentimeter Durchmesser eingearbeitet, aus deren Mitte ebenfalls stetig ein feiner Wasserstrahl aufsteigt. Diese als Berliner Trinkbrunnen bezeichnete Anlage besitzt keine Ornamente, wirkt aber elegant. |
| Prenz    | Trinkbrunnen                     | Vor dem Rathauscenter Lage                          | Marcus Botsch (BWB-Standard)               | 2016               | In Pankow stehen (Stand 2017) zwei von den Berliner Wasserbetrieben gespendete Trinkbrunnen. „Der Ortsteil Pankow ist der Sieger des Brunnen-Runs 2015. … Pro 10.000 Kilometer stellen die Wasserbetriebe einen Trinkbrunnen in der Stadt auf.“ Im Gegensatz zu früher, als sie eine Spülfunktion der Rohrnetze erfüllten, sind sie nun in erster Linie als Durstlöscher aufgestellt. Die aus Aluminium gegossene leicht ovale und 1,05 m hohe Säule ist durch Quermarkierungen optisch in fünf gleich hohe Segmente untergliedert. Der Entwurf stammt vom Berliner Designer Marcus Botsch. An einer Seite des oberen Randes ist eine flache Schale mit 50 Zentimeter Durchmesser eingearbeitet, aus deren Mitte stetig ein feiner Wasserstrahl aufsteigt. Dieser Typ wird als Berliner Trinkbrunnen bezeichnet, besitzt keine Ornamente, wirkt aber elegant. |
| Panko    | Katzen und Tauben                | Breite Straße ggü. vom Markt Lage                   | Manfred Salow                              | 1990               | „Zwei Katzen (Bronze) sitzen auf einem floral-ornamental gestalteten Brunnenstock (Beton, Gesamthöhe 2,32 m). Drei Tauben sind auf Stangen und drei Taubenpaare (ebenfalls Bronze) im Becken und um den Brunnenstock gruppiert. Das oktogonale Brunnenbecken (Durchmesser 3 Meter) ist aus Klinkern gemauert, die Beckenkanten sind mit Terrazzoplatten abgedeckt.“ |
| Panko    | Springbrunnen                    | Breite/Mühlenstraße Lage                            |                                            | 1990               | Im Grün zwischen den Fahrbahnen ist ein rundes Becken im Durchmesser von sieben Metern eingelassen, dessen Kante Elemente aus Sandstein abdecken. Im Innenring bilden sechs große Fontänen eine Kuppel, umgeben von 18 kleineren Wasserstrahlen. |
| Panko    | Springbrunnen                    | Flora-/Berliner Straße Lage                         |                                            | 1990               | Auf beiden Seiten in einem rechteckigen Betonbecken (10,8 m × 5,9 m²) sind zwölf kleine Fontänen um eine große angeordnet. |
| Nieds    | Gartenbrunnen                    | Grabbeallee 18 Lage                                 | unbekannt                                  | 1990               | Im Vorhof steht ein flaches, rundes (ein Meter im Durchmesser) Becken aus Muschelkalk auf einer runden 58 cm hohen Säule. Aus gleichem Material sind die vier vorgelagerten Stützsäulen mit Reliefs von Frosch, Schnecke, Echse. In der Mitte tritt das Wasser aus. |
| Panko    | Früchte                          | Neumann-/Binzstraße Lage                            | Nicolaus Bode                              | 1976               | Stilisierte Früchte und dekorative Formelemente gaben den Namen, sie schmücken den Brunnenstock. Der 2,25 Meter hohe Beton-Brunnenstock ist in 40 Zentimeter Höhe von einem runden Becken mit einem Durchmesser von zwei Metern umgeben. |
| FrzBu    | Ottern                           | Schönerlinder Straße 29                             | Lothar Rechtacek                           | 1990               | Im Hof der (1993) Comet GmbH steht das quadratische Betonbecken von 1,9 Meter Seitenlänge. Der oktogonale Rand ist aus Kunststein mit vier Ottern aus Beton von 30 cm. Eine runde Säule in Beckenmitte trägt florale Elemente und läuft an der Spitze in eine flache Schale, aus der der das Wasser am Stamm ins Becken fällt. |
| Buch     | Brunnen mit Metallplastik        | Alt-Buch                                            | Hans-Helmut Müller                         | 1990               | Der Garten des Feierabendheims hat einen Stein-Wasser-Teil in dem sich eine Anlage aus mehreren Beton-Becken befindet. Im Hauptbecken von 5,7 m × 1,9 m² ist eine stilisierte Metallpflanze von 1,85 Meter Höhe aufgestellt. An den Seitenwänden sind Reliefs von Seesternen, Muscheln, Fischen Mauerresten und Handwerkszeug, die eine versunkene Stadt markieren. |
| Buch     | Putto mit Gans                   | Karower Straße                                      | Georg Wrba                                 | 1905               | Im Klinikum Christian-Wilhelm Hufeland, medizinischer Bereich II, ist im Zentrum der Grünanlage ein flaches rundes Becken aus Sandstein von acht Meter Durchmesser eingelassen. Ein quadratischer 1,6 m hoher Brunnenstock (60 × 60 cm) trägt auf einer glockenförmigen 1,25 Meter hohen Plinthe einen Bronze-Putto. Dieser hält eine Gans mit ausgebreiteten Flügeln, die als Wasserspeier dient. In den drei Ecken sitzen wasserspeiende Vögel: Hahn und Hühner, Entenmutter mit Küken und mehrere Tauben. |
| Buch     | Blütenbrunnen                    | Robert-Rössle-Straße                                |                                            |                    | In einem künstlichen Teich mit geschwungenem Rand im Garten der Robert-Rössle-Klinik befindet sich eine nach oben öffnende Kugel aus Kupferblech (Durchmesser ein Meter). In der Kugel war ein Düsenring verborgen, aus dem nach oben Wasser austrat. An der Spitze der demontierten Kugel ragte ein Stiel mit einem strukturierten Glaskörper heraus. |
| Buch     | Kinder im Regen                  | Theodor-Brugsch-Straße 18 Lage                      | Evelyn Hartnick                            | 1975               | Auf einem Feldsteinsockel von 90 cm Durchmesser und 60 cm Höhe im Garten des Feierabendheimes stehen fünf Kinderskulpturen, aus Steinzeug und 1,25 m hoch. Über ihnen ist ein 1,6 m hoher Regenschirm aufgespannt, aus dem Wasser auf den umgebenden, runden gepflasterten Platz tröpfelt. |